# قرار مجلس الأمن التابع للأمم المتحدة رقم 1071
قرار مجلس الأمن التابع للأمم المتحدة رقم 1071، المتخذ بالإجماع في 30 آب / أغسطس 1996، بعد التذكير بجميع القرارات المتعلقة بالحالة في ليبيريا، ولا سيما القرار 1059 (1996)، مدد المجلس ولاية بعثة مراقبي الأمم المتحدة في ليبيريا حتى 30 تشرين الثاني / نوفمبر 1996 وناقش المسائل المتعلقة ببعثة مراقبي الأمم المتحدة في ليبريا.
ورحب المجلس باعادة العاصمة مونروفيا كملاذ آمن. في نهاية المطاف، كان الشعب الليبري وقادته مسؤولين في المقام الأول عن السلام والمصالحة.
وبعد تمديد ولاية بعثة مراقبي الأمم المتحدة في ليبريا حتى 30 تشرين الثاني / نوفمبر 1996، لوحظ أيضاً أن الجماعة الاقتصادية لدول غرب أفريقيا قد وافقت على تمديد اتفاق أبوجا حتى 15 حزيران / يونيو 1997، ووضعت جدولاً زمنياً لتنفيذ الاتفاق، واعتمدت آلية للتحقق من امتثال قادة الفصائل ومناقشة الإجراءات الممكنة ضد الفصائل في حالة عدم الامتثال. وأدينت جميع الهجمات التي تعرضت لها مجموعة المراقبة التابعة للجماعة الاقتصادية لدول غرب إفريقيا، وقوة حفظ السلام التابعة للجماعة الاقتصادية لدول غرب أفريقيا في ليبريا، ووكالات المعونة، وبعثة مراقبي الأمم المتحدة في ليبريا.
وشرع المجلس في إدانة استخدام الجنود الأطفال وحث على احترام حقوق الإنسان. صدرت تعليمات لجميع الدول بالمراعاة الصارمة لحظر الأسلحة المفروض على البلاد في القرار 788 (1992) وإبلاغ اللجنة المنشأة بموجب القرار 985 (1995) عن الانتهاكات.

## روابط خارجية
- نص القرار في undocs.org